# Yelicones nigromaculatus
Yelicones nigromaculatus är en stekelart som beskrevs av Donald L.J. Quicke och Chishti 1997. Yelicones nigromaculatus ingår i släktet Yelicones och familjen bracksteklar. Inga underarter finns listade i Catalogue of Life.